# 微创斜视手术
微创斜视手术（Minimally invasive strabismus surgery，MISS）是一种斜视手术技术，它使用比传统手术方法更小的切口来矫正这种病情，从而最大限度地减少组织破坏。这项技术是由瑞士眼科学家丹尼尔·莫洪（Daniel Mojon）在2007年左右提出的，在1994年比利时眼科学家马克·戈宾（Marc Gonin）于一本法语教科书中描述了这一想法之后。

## 迹象
MISS是一种可用于所有主要类型的斜视手术技术，如直肌凹陷、切除、褶皱、再次手术、转位、斜肌凹陷或褶皱、可调缝线，即使在移动限制的情况下。一般来说，较小的开口和较少的创伤与术后康复更快、术后肿胀和舒适度降低有关。据推测，该技术可以作为门诊手术在许多本应住院的病人（主要是成年人）中实施。2017年发表的一项研究表明，与传统斜视手术相比，MISS手术后即刻结膜和眼睑肿胀并发症较少，两组之间的长期结果相似。另一个优点是，在某些患有葛瑞夫兹氏眼病变的患者中，MISS技术可以降低其前期缺血的风险。

## 原理
外科医生在MISS手术中使用手术显微镜而不是放大镜。和传统的斜视手术中的一个大的结膜开口不同，一些小的切口被放置在主要的手术步骤（通常是缝合）必须进行的地方。切口要尽量远离角膜缘，以减少术后不适。在一个称为锁孔开口之间，有一个“通道”供外科医生插入治疗眼部肌肉的器械。在手术结束时，锁孔开口用可吸收缝线封闭。这些小切口在术后会被眼睑覆盖。MISS手术显著降低了角膜并发症的发生率和严重程度（如乾眼症和角膜小凹（英語：dellen）形成），且可以提早佩戴隐形眼镜。长期的好处是避免了可见结膜红肿的增加和周围肌肉组织疤痕的减少，而这对再次手术有一定的帮助（如有必要的话）。

## 临床结果
迄今为止，关于该技术的文献还不多见，但MISS术后眼球准直的研究结果与传统斜视手术的结果大致相同。例如，这在对40名儿童进行比较的过程中有过记录；而接受过微创手术的那群儿童术后结膜和眼睑肿胀确实发生地较少。术后并发症发生率较低，术后恢复快，已被广泛认为是MISS的主要优势 。这项技术在直肌手术和斜肌手术中都显示出了好处。来自印度的一个小组报道了MISS手术在葛瑞夫兹氏眼病变患者中取得的成功。

## 缺点和潜在并发症
MISS手术比常规手术更费时。通过隧道对肌肉进行手术对外科医生的要求更高。锁孔切口可能会在老年患者中发生撕裂的情况。如果撕裂涉及特农氏囊，可能会导致明显的疤痕。大量出血会使烧灼血管所需的切口扩大。通常，像传统斜视手术那样转换成角膜缘开口的情况是可以避免的。但是，关于MISS手术并发症的报道非常少。